# Tōsō
Das Unternehmen Tōsō K.K. (jap. 東ソー株式会社, Tōsō Kabushiki kaisha, engl. Tosoh Corporation) ist ein multinational agierender japanischer Chemiekonzern mit Hauptsitz in Tokio.

## Geschichte
Das Unternehmen wurde am 11. Februar 1935 als Tōyō Sōda Kōgyō K.K. (東洋曹達工業株式会社, dt. „Fernöstliche Sodaindustrie-AG“) gegründet. Die Umfirmierung auf den heutigen Namen Tosoh Corporation geschah 1987.
Ursprünglich produzierte das Unternehmen hauptsächlich Chlor-Alkali-Chemikalien, wie Chlor, Vinylchlorid, Natriumhydroxid und Calciumhypochlorit.
Die erste Fabrik wurde an der Küste bei Shūnan in der Präfektur Yamaguchi gebaut und ist nach wie vor der Hauptproduktionsstandort der Tosoh Corporation. Die Produktion in dieser Fabrik, dem Nanyo Complex, wurde im Jahr 1935 aufgenommen. Heute ist es eine der größten Produktionsstätten in Japan. Das Gelände umfasst mehr als 3,7 Millionen Quadratmeter mit eigenen Hafen und Kraftwerk.
2007 hat die Europäische Kommission gegen die Konzerne Bayer, Denka, DuPont, Dow Chemical, Eni und Tosoh eine Geldbuße von insgesamt 243,2 Mio. Euro verhängt, weil sie sich an einem Chloropren-Kautschuk-Kartell beteiligt haben. Tosoh musste dabei eine Strafzahlung von 4,8 Mio. Euro zahlen.
Die Tosoh Corporation ist heute ein globaler Konzern, der an der japanischen Börse im Nikkei 225-Index gelistet ist. Die Tosoh Corporation umfasst weltweit mehr als 100 Firmen, in denen mehr als 11.500 Mitarbeiter arbeiten. Die Produktpalette wurde kontinuierlich erweitert, über Feinchemikalien, wissenschaftliche Geräte, Beschichtungen bis hin zu Quarzglas, Zirkonia und Zeolithen (HSZ von englisch High Silica Zeolite).

## Produkte
Tosoh ist mit einer Kapazität von 71.000 t einer der weltweit größten Hersteller von Ethylenaminen (z. B. DETA, EDA) und der größte Hersteller von elektrolytischem Mangandioxid (EMD). Für die Biochemie wird ein Methacrylat-Ethylenglykol-Copolymer (Toyopearl) hergestellt.
Das Tochterunternehmen Rin Kagaku Kogyo stellt Phosphor-Flammschutzmittel her.

## Geschäftsfelder
Der Konzern besteht aus folgenden fünf Sparten:
- Spezialchemie
- Chloralkali-Elektrolyse
- Petrochemie
- Engineering